# Pintiebá Uatara
Pintiebá Uatara (em diúla: Pintieba Wattara; em francês: Pintiebá Ouattara) foi um nobre africano mandinga do século XIX, fagama do Reino de Guirico entre 1897 e 1909. Não se sabe sua relação com o fagama anterior. Em seu tempo, sua influência era nominal. Fez acordo com o comandante Paul Caudrelier em Diebugu em 1897 que o ajudaria a tomar Bobo Diulasso se reconhecesse-o fagama. O acordo foi aceito e os franceses derrubaram Tiebá Niandané Uatara e elevaram Pintiebá. Foi sucedido pelo fagama Caramoco Uatara (r. 1909–1915).